# Helen Lawrence
Helen Lawrence es una deportista británica que compitió en duatlón. Ganó una medalla de bronce en el Campeonato Europeo de Duatlón de 2004.

## Palmarés internacional
| Campeonato Europeo | Campeonato Europeo    | Campeonato Europeo | Campeonato Europeo |
| Año                | Lugar                 | Medalla            | Prueba             |
| ------------------ | --------------------- | ------------------ | ------------------ |
| 2004               | Swansea (Reino Unido) | Medalla de bronce  | Individual         |